# قرار مجلس الأمن التابع للأمم المتحدة رقم 1750
قرار مجلس الأمن التابع للأمم المتحدة رقم 1750، المتخذ بالإجماع في 30 مارس 2007.

## القرار
مدد مجلس الأمن ولاية بعثة الأمم المتحدة في ليبريا، حتى 30 أيلول / سبتمبر، بينما طلب من الأمين العام تقديم خطة مفصلة لسحب العملية في موعد أقصاه 45 أيام قبل انتهاء التفويض.
وباعتماد القرار 1750 (2007) بالإجماع، قرر المجلس كذلك إدراج عنصر إضافي في ولاية بعثة الأمم المتحدة في ليبريا، من خلال توفير الدعم الإداري وما يتصل به من دعم وأمن للأنشطة التي تقوم بها المحكمة الخاصة لسيراليون في ليبريا. وسيُضطلع بهذه الأنشطة على أساس استرداد التكاليف وبموافقة حكومة ليبريا.

## روابط خارجية
- نص القرار في undocs.org